# Bruce Holland Rogers
Pour les articles homonymes, voir Bruce Rogers et Rogers.
Œuvres principales
- L'Autre Bord
- Le Garçon mort à votre fenêtre
- Treize chemins pour l'eau
- Don Ysidro

Bruce Holland Rogers, né en 1958 à Tucson en Arizona, est un écrivain américain de science-fiction, d'horreur et de fantasy. Il vit à Londres depuis 2008.

## Œuvres

### Romans
- (en) Mind Games, Archway/Pocket Books, 1992
- (en) Ashes of the Sun, HarperPrism, 1996

### Recueils de nouvelles
- (en) Tales and Declarations, Trout Creek Press, 1991
- (en) Wind Over Heaven and Other Dark Tales, Wildside Press, 2000
- (en) Flaming Arrows, IFD, 2001
- (en) Lifeboat on a Burning Sea and Other Stories, Alexandria Digital Literature, 2001
- (en) Thirteen Ways to Water and Other Stories, Wheatland Press, 2004
- L'Opéra des Serrures, Rivière Blanche, 2018 ((en) The Keyhole Opera, 2005)Prix World Fantasy du meilleur recueil de nouvelles 2006
- (en) 49: A Square of Stories, Panisphere Books & Audio, 2013

### Nouvelles traduites en français
- L'Autre Bord, 2001 ((en) Lifeboat on a Burning Sea, 1995)Parue dans la revue Bifrost no 23 aux éditions Le Bélial' - Prix Nebula de la meilleure nouvelle longue 1996, adaptée en 2001 à la télévision par Mary Stuart Masterson sous le titre The Other Side, segment du téléfilm On the Edge
- L'Essence des morts, 1999 ((en) These Shoes Strangers Have Died of, 1995)Parue dans la revue Ténèbres no 8 aux éditions Lueurs mortes
- Le Garçon mort à votre fenêtre, 2005 ((en) The Dead Boy at Your Window, 1998)Parue dans la revue Bifrost no 37 aux éditions Le Bélial' - Prix Bram Stoker de la meilleure nouvelle courte 1998 et Prix Pushcart 1999
- Treize chemins pour l'eau, 2002 ((en) Thirteen Ways to Water, 1998)Parue dans la revue Bifrost no 28 aux éditions Le Bélial' - Prix Nebula de la meilleure nouvelle courte 1998
- La Naissance du Peuple des Montagnes, 2003 ((en) How the Highland People Came to Be, 1999)Parue dans la revue Faeries no 12 aux éditions Nestiveqnen
- Roi Corpus, 2003 ((en) King Corpus, 2000)Parue dans l'anthologie Sociétés secrètes aux éditions Oxymore, coll. Emblèmes no 10
- Petit Frère™, 2008 ((en) Little Brother™, 2000)Diffusé sur le podcast Utopod no 23[1]
- Le Djinn qui vivait entre nuit et jour, 2002 ((en) The Djinn Who Lives Between Night and Day, 2001)Parue dans la revue Bifrost no 25 aux éditions Le Bélial'
- La Moitié de l'Empire, 2004 ((en) Half of the Empire, 2002)Parue dans la revue Bifrost no 33 aux éditions Le Bélial'
- Don Ysidro, 2008 ((en) Don Ysidro, 2003)Parue dans la revue Bifrost no 52 aux éditions Le Bélial' - Prix World Fantasy de la meilleure nouvelle 2004
- Dinosaure, 2008 ((en) Dinosaur, 2006)Parue dans l'anthologie Aube & Crépuscule aux éditions Griffe d'Encre, coll. Anthologie no 3
- Contagion, 2013 ((en) Contagion, 2012)Parue dans l'anthologie Virus aux éditions Griffe d'Encre, coll. Anthologie no 8